# Congresso Nepalês
O Congresso Nepalês (Nepali Congress, नेपाली कांग्रेस;  NC) é um partido político social-democrata em Nepal. O partido foi fundado em 1950 através da fusão do Congresso Nacional Nepalês e do Congresso Democrático do Nepal.
O líder do partido é G.P. Koirala.
A organização juvenil do partido é Nepal Tarun Dal.
Nas eleições parlamentares de 1999 o partido recebeu 3.214.786 votos (37.17%, 111 assentos). O partido está afiliado à Internacional Socialista.